# Arturo Licata
Arturo Licata (Enna (Sicilië), 2 mei 1902 – aldaar, 24 april 2014) was een Italiaanse supereeuweling. Hij was van 26 maart 2014 tot aan zijn dood de oudste erkende levende man ter wereld en werd bijna 112 jaar oud.
Licata werd geboren in Enna. Hij werkte als mijnwerker en was ook militair. Hij nam deel aan de Italiaanse invasie in Ethiopië (1936). Samen met zijn vrouw Rosa, die in 1980 overleed, had hij zeven kinderen.
Sinds 7 september 2012 was hij de oudste nog levende man in Europa. Er werd even aangenomen dat hij de oudste man ter wereld zou zijn bij het overlijden van de 111-jarige Japanner Jokichi Ikarashi op 23 juli 2013. Echter, op 25 juli 2013 werd Salustiano Sanchez, die ongeveer een jaar ouder was, gevalideerd als de oudste man ter wereld. Sindsdien is ook nog gebleken dat Ernest Peronneau (geboren op 7 maart 1902) ouder was. Peronneau overleed op 26 maart 2014, waardoor Licata uiteindelijk ruim vier weken lang de oudste man ter wereld is geweest.